# Институт инженеров путей сообщения
Институт инженеров путей сообщения — высшее техническое учебное заведение Российской империи.
Имел официальные названия:
- С 1809 — Институт Корпуса инженеров путей сообщения
- С 1877 — Институт инженеров путей сообщения императора Александра I.

В настоящее время правопреемником Института инженеров путей сообщения Российской империи является Петербургский государственный университет путей сообщения.

## История института

### 1809—1823
Основная цель создаваемого в Петербурге института была сформулирована его будущим руководителем А. А. Бетанкуром в записке к проекту этого учебного заведения: «… снабдить Россию инженерами, которые прямо по выходе из заведения могли бы быть назначены к производству всех работ в Империи».
Институт был создан в составе Корпуса инженеров путей сообщения согласно высочайшему манифесту Александра I от 20 ноября 1809 года: 

Для образования способных исполнителей учреждается особенный институт, в коем юношеству, желающему посвятить себя сей важной части, открыты будут все источники наук, ей свойственных…

Право поступления в институт имели юноши не моложе 15 лет, здорового телосложения, умеющие говорить и писать по-русски и по-французски. Институт создавался «на положении воинском» и руководителем его мог быть офицер не ниже генерал-майора; первым инспектором стал генерал-лейтенант Бетанкур.
Для преподавания назначались: 2 профессора чистой математики, 2 профессора прикладной и строительной математики, профессор гидрографии рек, профессор рисовального искусства и архитектуры — все профессора должны были иметь чин не ниже майора. Первыми были утверждены преподаватели математики: В. И. Висковатов и И. С. Резимон.
В сентябре 1810 года в газетах Санкт-Петербурга и Москвы были опубликованы объявления о приёме по экзамену желающих учиться в институте. Первоначально планировалось принять только 30 человек, но дополнительно было принято ещё 8 — в качестве сверхкомплектных слушателей «без права ношения институтской формы». В числе первых 30 воспитанников были: Фёдор Рерберг, сыновья Г. А. Строганова — Николай, Сергей и Александр, Андрей Готман, Сергей и Матвей Муравьёвы-Апостолы, Карл Розенкампф, Густав Гасфорд, Сергей Лихардов, Лазарь Лазарев. Торжественное открытие института состоялось 1 (13) ноября 1810 года.
Для оценки на экзаменах в институте была принята система, которая учитывала неодинаковую важность предметов: степень познания каждого предмета определялась оценкой от 0 до 10, но «смотря по важности предмета полученные баллы умножались на 3 и на 2». Первый экзамен производился весной 1811 года по математике, начертательной геометрии и рисованию; «баллы первой умножались на 3, а второй на два — при десятибалльной системе; за аресты делался вычет от 1 до 0,5 балла; за пропущенные лекции по 0,1 балла». Из числа экзаменовавшихся 20 человек были переведены в следующее отделение.
Первоначально предполагалось 2 отделения с двухгодичным обучением в каждом, но уже на второй год Бетанкур вышел с предложением иметь в институте 4 одногодичных отделения (названных бригадами): сверхкомплектных (подготовительное отделение, в котором в числе специальных предметов изучались только арифметика, алгебра и геометрия), воспитанников, прапорщиков, подпоручиков.
Первое здание Института Корпуса инженеров путей сообщения находилось во дворце князя Николая Юсупова. 1 ноября 1810 года Институт Корпуса инженеров путей сообщения был торжественно открыт, а уже 3 ноября начались занятия с воспитанниками первого набора. Бетанкуру удалось собрать великолепную команду преподавателей, обширную библиотеку, чуть позже создать музей — институт становится одним из самых авторитетных и престижных учебных заведений Петербурга.
После кончины главного директора — принца Георгия Ольденбургского (декабрь 1812) институт перешёл под непосредственное попечительство императора Александра I, в то время как управление всеми остальными делами по ведомству Путей сообщения было передано инженер-генералу Де-Воланту.
Первый выпуск инженеров путей сообщения состоялся весной 1813 года. Большинство из них находились в 1812 году в действующей армии, в их числе: барон Александр Строганов, граф Фердинанд Сиверс, Александр Ламбздорф, Александр Богданов, Фёдор Отт, Пётр Варенцов, Ренэ Готтардо Гонзаго, Сергей Муравьёв-Апостол, Александр Цегель, Сергей Лихардов, Иван Шабельский и Густав Гасфорт — они уже в армии были произведены из прапорщиков в поручики и после возвращения в институт в 1813 году по экзамену получили звание инженера 3 класса. Четверо — Андрей Готман, Семён Пантелеев, Франц Канобио и Фёдор Рерберг — по различным причинам не служили в армии и им присвоили чин поручика по окончании института.

### 1823—1843
В 1823 году Институт инженеров путей сообщения был сделан закрытым, по образцу военных кадетских корпусов и на первый план были поставлены военные науки. Обучение производилось в 4-х классах: «два класса воспитанников под названием портупей-прапорщиков, класс прапорщиков и класс подпоручиков» — с 4-го по 1-й. Портупей-прапорщиков могло быть 72 (40 казённокоштных и 32 своекоштных); прапорщиков и подпоручиков — по 24 воспитанника. Выпускники, успешно окончившие курс, производились в поручики; учившиеся за казённый счёт должны были не менее шести лет служить по ведомству Путей сообщения. Руководство института составляли инспектор, директор и его помощник, которые вместе с одним из профессоров и одним ротным командиром составляли Совет института. Кроме этого, по учебной части, составлялась конференция из четырёх профессоров.
В 1829 году, когда Институт уже размещался в специально построенном здании Главного управления на Обуховском проспекте (ныне — Московский проспект, д. 9), к нему было присоединено Военно-строительное училище, открытое в 1821 году и находившееся также на Обуховском проспекте (д. 29). При этом появились ещё 2 младших класса, так что классы с 6-го по 4-й стали называться классами кадетов; 3-й класс (портупей-прапорщиков) был разделён на 2 отделения: для тех, кто планируется к поступлению в Корпус инженеров; и для тех, кто (по недостатку способностей) будет служить в Строительном отряде. Общее число воспитанников увеличилось до 240 человек (в их числе 80 — своекоштных). Принимались в институт дворяне, обер-офицерские дети и «имеющие право вольноопределяющиеся на основании существующих узаконений». Руководство института составляли директор и два его помощника. Директором был назначен, находившийся инспектором с 1824 года, генерал-майор П. П. Базен; помощниками: по учебной части — генерал-майор И. С. Резимон; по хозяйственной части — бывший директор Военно-строительного училища, генерал-майор фон Шефлер. Совет института стал состоять из 2-х отделений: по учебной части — Конференция; по хозяйственной части — Комитет.
В январе 1831 года были открыты публичные чтения «Об усовершенствованиях, сделанных в науках, касающихся инженерной части», цель которых была «доставить репетиторам Института и тем из его воспитанников, которые имеют расположение знакомиться с новыми открытиями в области наук, средства приобрести познания, которые невозможно передать им в обыкновенных курсах, читаемых в определённое время». Лекции читали: П. П. Базен («Об изобретении пороха» и т. п.), М. Г. Дестрем («Причины невозможности устройства железных дорог в России»), И. С. Резимон («Образование различных систем гор через поднятие земли» и др.), Я. А. Севастьянов («Успехи начертательной геометрии в России», «Построение оптических изображений»), Г. Ламе («О строительстве железных дорог в Англии» и «Об устройстве дорог в Англии»), К. И. Вранкен («О статистике вообще и о статистике России в особенности»), Г. И. Гесс («Восстановление некоторых химических веществ синтетически»), В. Я. Буняковский («Исторический очерк успехов теории чисел»), А. Я. Купфер («Средства для определения уклонений магнитной стрелки»). Все лекции читались на французском языке, за исключением начертательной геометрии, которую Севастьянову было разрешено читать на русском языке «с целью ввести в русский язык терминологию науки».
С 5 сентября 1834 года обязанности директора, вместо уволенного по болезни П. П. Базена, стал временно исполнять И. С. Резимон, — до назначения директором института К. И. Потье, который вышел в отставку 6 октября 1836 года. После Потье 9 октября 1836 года директором института был назначен А. Д. Готье. В этот период «институт сохранял первенство между всеми высшими учебными заведениями и пользовался сочувствием публики, постоянно посещавшей публичные в нём испытания».

### 1843—1855
В 1843 году сменился Главноуправляющий путями сообщения и публичными знаниями: вместо умершего К. Ф. Толя был назначен граф П. А. Клейнмихель. Осенью последовала смена руководства Института инженеров путей сообщения: «для введения более строгих порядков» 15 октября 1843 года вместо А. Д. Готье был назначен генерал-майор В. Ф. Энгельгардт. Одновременно, помощник директора генерал-майор В. Н. Лермантов был «уволен от службы с мундиром и пансионом полного оклада», а 25 ноября того же года помощник директора по учебной части генерал-майор Я. А. Севастьянов был назначен членом Совета путей сообщения. Вместо Лермантова помощником директора был назначен Г. Ф. Гогель.
В апреле 1843 года в институте была изменена система баллов для оценки знаний учащихся, а приказом от 6 мая 1843 года был прекращён выпуск офицеров в Строительный отряд — вместо этого, воспитанники стали производиться в звание архитекторов. Был увеличен объём практических занятий в старшем классе, которые производились под руководством вновь назначенного инспектора института П. А. Языкова.
С 1844 года в институт стали принимать «только одних действительных дворян и отнюдь не свыше тринадцатилетнего возраста»; при этом к образовательным задачам добавлялась функция воспитания детей. В связи с этим была изменена учебная структура. Институт разделялся на 8 классов: с 8 по 5 классы — общеобразовательные; 4-й специальный теоретический и по два 3-х и 2-х специальных теоретических — для инженеров и для архитекторов; два 1-х практических класса — инженерный и архитекторский. 1-й и 2-й старшие классы (и для инженеров, и для архитекторов) были офицерскими; в шести младших обучались воспитанники.
После 1848 года началось значительное пополнение библиотеки и кабинетов (физического, минералогического, модельного) института; было построено новое здание для химической лаборатории.
В июне 1849 года было утверждено новое Положение об Институте Корпуса инженеров путей сообщения, по которому были ликвидированы офицерские классы, а приниматься в институт стали дети потомственных дворян в возрасте от 11 до 13 лет (по особому разрешению Главноуправляющего путями сообщения — до 16 лет): казённокоштных — до 150, своекоштных — до 100 человек; выпускники производились либо в военные чины (поручики, подпоручики и прапорщики Корпуса инженеров путей сообщения), либо в гражданские чины (12 и 14 классов). В декабре 1849 года на должность помощника директора вместо Гогеля был назначен полковник Е. И. Сивербрик, который с 27 марта 1855 года был утверждён директором института.

### 1856—1864
В этот период исчезло из практики наказаний в институте телесное наказание. Срок обязательной отработки для казённокоштных студентов был снижен с 10 до 6 лет. Офицерам, прошедшим курс института в чине поручика было предоставлено право, по примеру военных инженеров, носить золотой аксельбант до чина полковника включительно (1859). Данное право было распространено и на офицеров, окончивших курс с чином подпоручика (1861). Музей института был открыт для публики (1862). Музей включал шесть экспозиций: моделей инженерных и архитектурных сооружений и механизмов, строительно-рабочих инструментов, физический, геодезический, минералогический и образцов строительных материалов. Особое внимание привлекала экспозиция моделей, как единственная в России и одна из самых богатых в Европе.
Широко был отмечен 50-летний юбилей института 23 ноября (5 декабря) 1859 года.
В 1864 году состоялось последнее производство в военные чины (в поручики) выпускников Института Корпуса инженеров путей сообщения. С 1865 года окончившие курс института выпускались (в соответствии с Положением 1864 года) гражданскими инженерами с чинами коллежского секретаря и губернского секретаря.

### 1864—1880

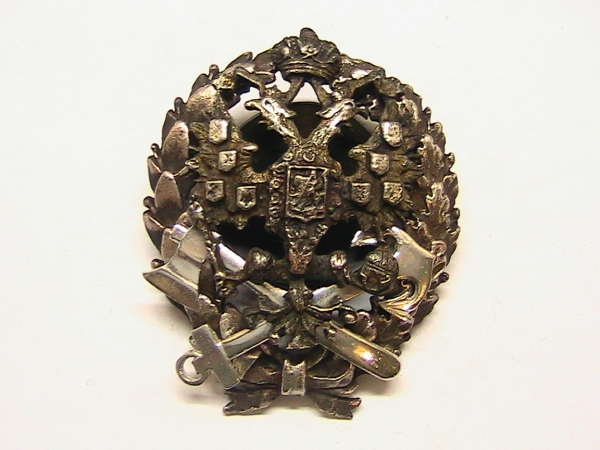
Знак об окончании института

В 1864 году было утверждено новое положение об институте, в 99 параграфах которого подробно оговаривалась его деятельность, как открытого учебного заведения. В институте введено 12 кафедр: по строительному искусству, гражданской архитектуре, практической механике, геодезии, высшей математике, аналитической механике и начертательной геометрии с приложениями. По числу кафедр в институте определён профессорский штат: шесть ординарных и шесть экстраординарных профессоров. Число преподавателей определяется Конференцией института в соответствии с потребностями, число репетиторов — восемь, распределяемых по предметам преподавания.
Конференции института были предоставлены достаточно широкие полномочия, включая избрание профессоров и преподавателей и их увольнение. В институте введено пятилетнее образование и обязательное изучение одного из иностранных языков. Окончившие институт и сдавшие выпускные экзамены получают диплом на звание гражданского инженера с правом производства строительных работ. В зависимости от оценок, полученных на выпускных экзаменах, выпускники при вступлении в службу получают чин коллежского или губернского секретаря. Имя первого по оценкам заносится на мраморную доску. Форма одежды служащих не отличалась от формы всех служащих по ведомству Путей сообщения.
Учащимся института по положению не была определена форменная одежда; определялось только, что она должна быть приличной.
С 1866 года по императорскому указу для выпускников института путей сообщения был введён серебряный знак, сохраняемый для всех чинов, включая генеральский.
В 1877 году институту присваивается имя императора: Институт инженеров путей сообщения императора Александра I в связи со 100-летней годовщины со дня рождения императора.
Состав учащихся института (1865—1879):
| Год  | Подано прошений о поступлении | Принято | Всего учащихся | Из числа учащихся             | Из числа учащихся | Из числа учащихся |
| Год  | Подано прошений о поступлении | Принято | Всего учащихся | Получивших высшее образование | Православных      | Дворян            |
| ---- | ----------------------------- | ------- | -------------- | ----------------------------- | ----------------- | ----------------- |
| 1865 | 40                            | 18      | 159            | -                             | -                 | -                 |
| 1866 | 38                            | 25      | 153            | -                             | -                 | -                 |
| 1867 | 62                            | 39      | 148            | 13                            | 100               | 127               |
| 1868 | 79                            | 59      | 166            | 18                            | 114               | 134               |
| 1869 | 202                           | 137     | 284            | 54                            | 192               | 219               |
| 1870 | 306                           | 215     | 445            | 88                            | 297               | 340               |
| 1871 | 304                           | 180     | 529            | 99                            | 333               | 420               |
| 1872 | 233                           | 146     | 582            | 91                            | 333               | 448               |
| 1873 | 222                           | 133     | 590            | 86                            | 329               | 439               |
| 1874 | 335                           | 177     | 662            | 86                            | 351               | 495               |
| 1875 | 320                           | 144     | 650            | 71                            | 343               | 472               |
| 1876 | 318                           | 155     | 632            | 74                            | 329               | 453               |
| 1877 | 409                           | 133     | 594            | 69                            | 302               | 432               |
| 1878 | 460                           | 119     | 559            | 74                            | 280               | 403               |
| 1879 | 486                           | 120     | 551            | 81                            | 293               | 384               |

### 1880—1890
В январе 1880 года по высочайшему повелению были закрыты первый и второй курсы института. Причинами закрытия послужили чрезмерное число поступающих в институт и учащихся в нём при том, что Министерству путей сообщения требовалось значительно меньшее число инженеров, чем, например, выпуски 1875 и 1876 годов (109 и 123 инженера, соответственно). Также были ужесточены условия приёма в институт и введены квоты на поступающих для различных учебных округов:
| Учебный округ                     | Квота в % |
| --------------------------------- | --------- |
| Санкт-Петербургский учебный округ | 30 %      |
| Московский учебный округ          | 25 %      |
| Дерптский учебный округ           | 5 %       |
| Казанский учебный округ           | 5 %       |
| Харьковский учебный округ         | 5 %       |
| Оренбургский учебный округ        | 5 %       |
| Кавказский учебный округ          | 5 %       |
| Варшавский учебный округ          | 5 %       |
| Одесский учебный округ            | 5 %       |
| Киевский учебный округ            | 5 %       |
| Виленский учебный округ           | 5 %       |

Состав учащихся института (1880—1889):
| Год  | Подано прошений о поступлении | Принято | Всего учащихся | Из числа учащихся             | Из числа учащихся | Из числа учащихся |
| Год  | Подано прошений о поступлении | Принято | Всего учащихся | Получивших высшее образование | Православных      | Дворян            |
| ---- | ----------------------------- | ------- | -------------- | ----------------------------- | ----------------- | ----------------- |
| 1880 | 260                           | 34      | 462            | 68                            | 249               | 315               |
| 1881 | 108                           | 53      | 402            | 61                            | 203               | 271               |
| 1882 | 71                            | 45      | 255            | -                             | -                 | -                 |
| 1883 | 83                            | 35      | 166            | 18                            | 114               | 134               |
| 1884 | 113                           | 67      | 220            | 92                            | 123               | 144               |
| 1885 | 69                            | 32      | 169            | 85                            | 100               | 102               |
| 1886 | 110                           | 60      | 158            | 81                            | 93                | 103               |
| 1887 | 125                           | 62      | 164            | 72                            | 100               | 113               |
| 1888 | 163                           | 60      | 176            | 74                            | 114               | 123               |
| 1889 | 154                           | 56      | 184            | 71                            | 122               | 133               |

### 1890—1917
В 1890 году введено новое Положение института. Студенты, окончившие полный курс получают диплом на звание инженера путей сообщения. Повышена плата за обучение. Уменьшено число казённокоштных студентов. Институт получает право печатать необходимую ему литературу без цензуры. Повышены пенсии преподавателям и профессорам института. Вновь открыты два младших курса института.
С введением нового Положения резко увеличилось число желающих поступить в институт.
| Учебный год | Подано прошений о поступлении | Принято в институт | Общее число студентов |
| ----------- | ----------------------------- | ------------------ | --------------------- |
| 1890/1891   | 936                           | 169                | 295                   |
| 1891/1892   | 474                           | 61                 | 316                   |
| 1892/1893   | 454                           | 113                | 374                   |
| 1893/1894   | 630                           | 159                | 487                   |
| 1894/1895   | 821                           | 210                | 614                   |
| 1895/1896   | 821                           | 167                | 743                   |
| 1896/1897   | -                             | 224                | 890                   |

### после 1917 года
С 1924 года — Институт инженеров путей сообщения (с 1949 им. академика В. Н. Образцова).

## Выпускники
Имена трёх лучших учащихся каждого выпуска заносились на мраморные доски:
1813
- Андрей Готман
- Фёдор Рерберг
- Семён Пантелеев (ум. в 1828)

1814
- Андрей Поленов
- Яков Севастьянов
- Валериан Галямин

1815
- Платон Рокасовский
- Александр Мейендорф
- Михаил Денисов

1816
- Вениамин Засс (ум. в 1817)
- Василий Лебедев
- Пётр Готман

1817
- Александр Девятнин
- Григорий Морозов
- Пётр Попов

1818
- Андрей Головинский
- Пётр Фролов
- Алексей Львов

1819
- Василий Трофимович
- Эдуард фон Унгерн-Штернберг
- Яков Рейхель

1820
- Николай Загоскин
- Степан Малама
- Николай Крафт

1821
- Матвей Волков
- Александр Романов[12]
- Владимир Улыбышев

1822
- Василий Четвериков
- Григорий Боборыкин
- Владимир Колокольцев

1823
- Константин Скальский
- Василий Христианович
- Николай Богданович

1824
- Владимир Стремоухов
- Андрей Прохницкий
- Сергей Посников

1825
- Павел Мельников
- Александр Андрианов
- Аркадий Добронравов

1826
- Николай Боровской
- Антон Друри
- Андрей Осинский

1827
- Антон Борейша
- Амвросий Заводовский
- Владимир Каратеев

1828
- Игнатий Янушевский
- Георгий Клервил (ум. в 1831)
- Викентий Жилинский

1829
- Игнатий Верига
- Игнатий Раецкий
- Иосиф Заржецкий

1830
- Владимир Соболевский
- Александр Риппас
- Яков Горбунов

1831
- Вячеслав Евреинов
- Станислав Кербедз
- Фердинанд Таубе

1832
- Николай Ястржембский
- Диомид Пассек
- Владимир Глухов

1833
- Николай Лепин[уточнить][13]
- Андрей Черкаев
- Александр Матвеев

1834
- Александр Комаров
- Николай Лебедев
- Александр Борисов

1835
- Александр Ушаков
- Андрей Иваненко
- Владимир Польман

1836
- Аполлинарий Красовский
- Иван Клина
- Александр Быков

1837
- Ипполит Кербедз
- Пётр Зуев
- Сильвестр Крутиков

1838
- Николай Беляев
- Карл Людерс
- Фёдор Геттунг

1839
- Михаил Исаков
- Пётр Андреев
- Антон Торопчанинов

1840
- Пётр Собко
- Николай Миклуха
- граф Фадей Платер

1841
- Фёдор Сулима

1842
- Дмитрий Журавский

1843
- Сергей Корсаков

1844
- Степан Вержбовский

1845
- Филипп Беттихер

1846
- Игнатий Павловский

1847
- Николай Соколов

1848
- Пётр Грек

1849
- Фёдор Энрольд

1850
- Антон Штомпф

1852
- Александр Голубев
- Иероним Стебницкий

1853
- Пётр Усов

1854
- Иосиф Глушинский
- Александр Красовский

1855
- Карл Шуберский

1856
- Владимир Потемкин

1857
- Александр Фриде

1858
- Василий Салов

1859
- Михаил Ясюкович